# Ixodes
Ixodes – rodzaj roztoczy z rzędu kleszczy i rodziny kleszczowatych. Obejmuje ponad 240 opisanych gatunków. Przedstawiciele mają duże znaczenie jako przenosiciele różnych organizmów chorobotwórczych.

## Opis
Należą tu kleszcze średnich rozmiarów. Głodne osobniki dorosłe osiągają 3–4 mm długości. Charakterystyczną cechą rodzaju Ixodes są bruzdy analne, które obejmują odbyt od przodu i zwykle łączą się przed nim spiczasto lub łukowato. Gnatosoma budową zbliżona jest do tej u rodzaju Hyalomma, jednak człony nogogłaszczków drugi i trzeci są zwykle bardziej buławkowate. Kleszcze te nie mają oczu, ornamentacji na tarczce grzbietowej, ani festonu. Osobniki dorosłe odznaczają się silnym dymorfizmem płciowym. U dorosłych samic na kapitulum występują pola porowate, a tarczka grzbietowa (scutum) przykrywa jedynie część przednią idiosomy. Dorosłe samce mają cały wierzch idiosomy przykryty tarczką grzbietową (conscutum), a na jej stronie spodniej 7 nieklinowatych tarczek brzusznych: pregenitalną, medialną, analną, dwie adanalne i dwie epimeralne.

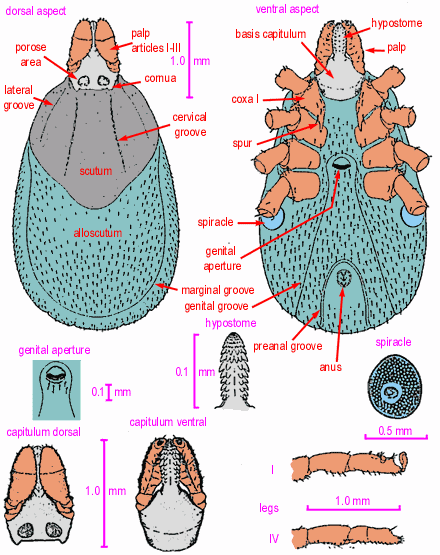
Budowa samicy
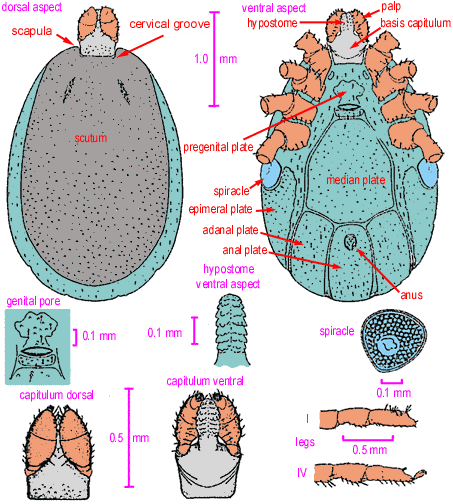
Budowa samca

## Biologia i znaczenie
Kleszcze z tego rodzaju mogą być monofagami, oligofagami jak i polifagami. Wszystkie gatunki Polskie są trójżywicielowe – każde stadium żeruje na innym gospodarzu. Większość to kleszcze pozagniazdowe, szukające ruchliwych żywicieli w otwartym środowisku. Niektóre jednak przechodzą cykl życiowy w gniazdach i norach żywicieli.
Mają duże znaczenie epidemiologiczne jako przenosiciele różnych organizmów chorobotwórczych np. krętków Borrelia wywołujących boreliozę, flawiwirusów wywołujących kleszczowe zapalenie mózgu, Babesia wywołujących babeszjozy czy Francisella tularensis wywołującej tularemię.

## Systematyka

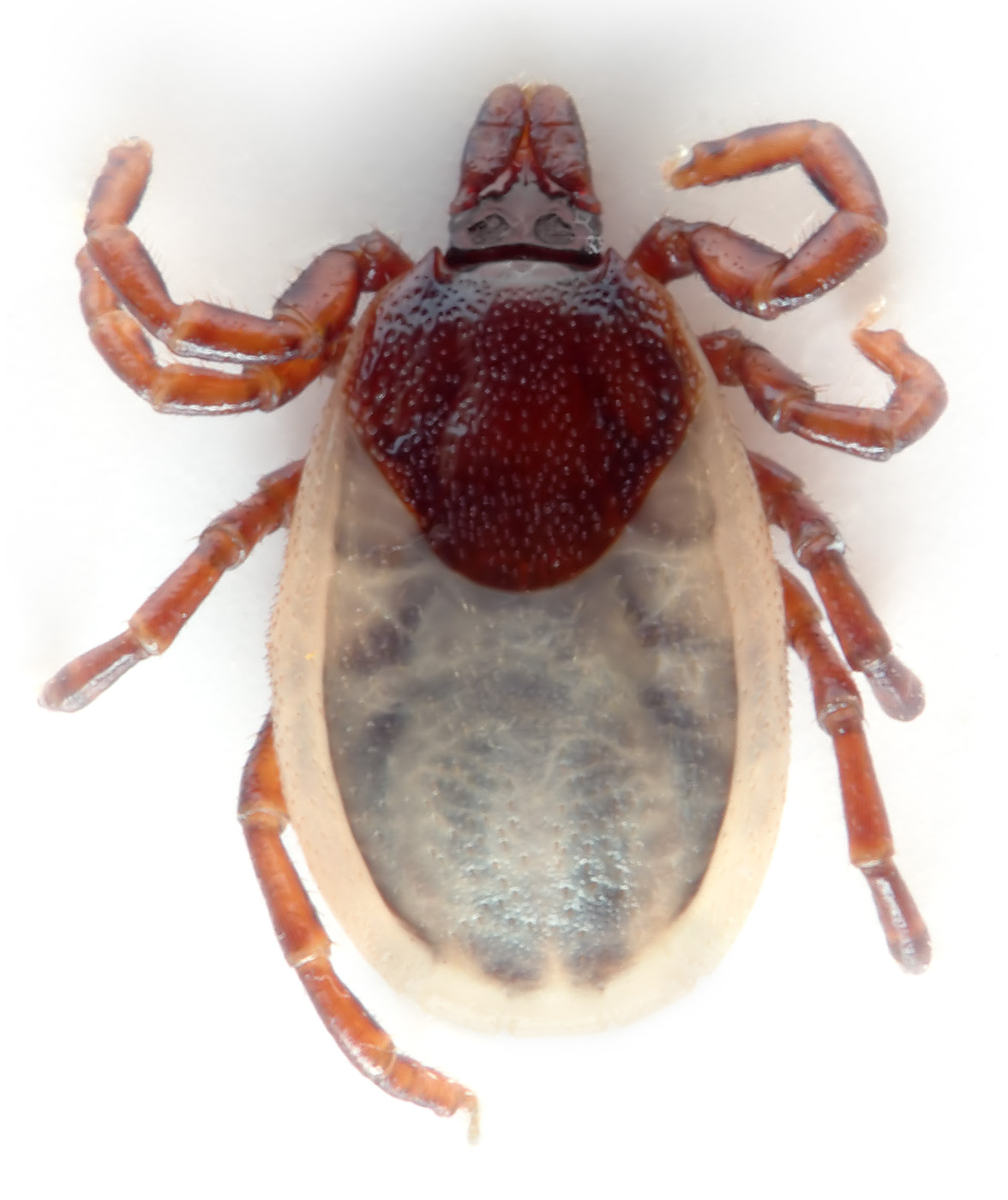
Kleszcz jeżowy

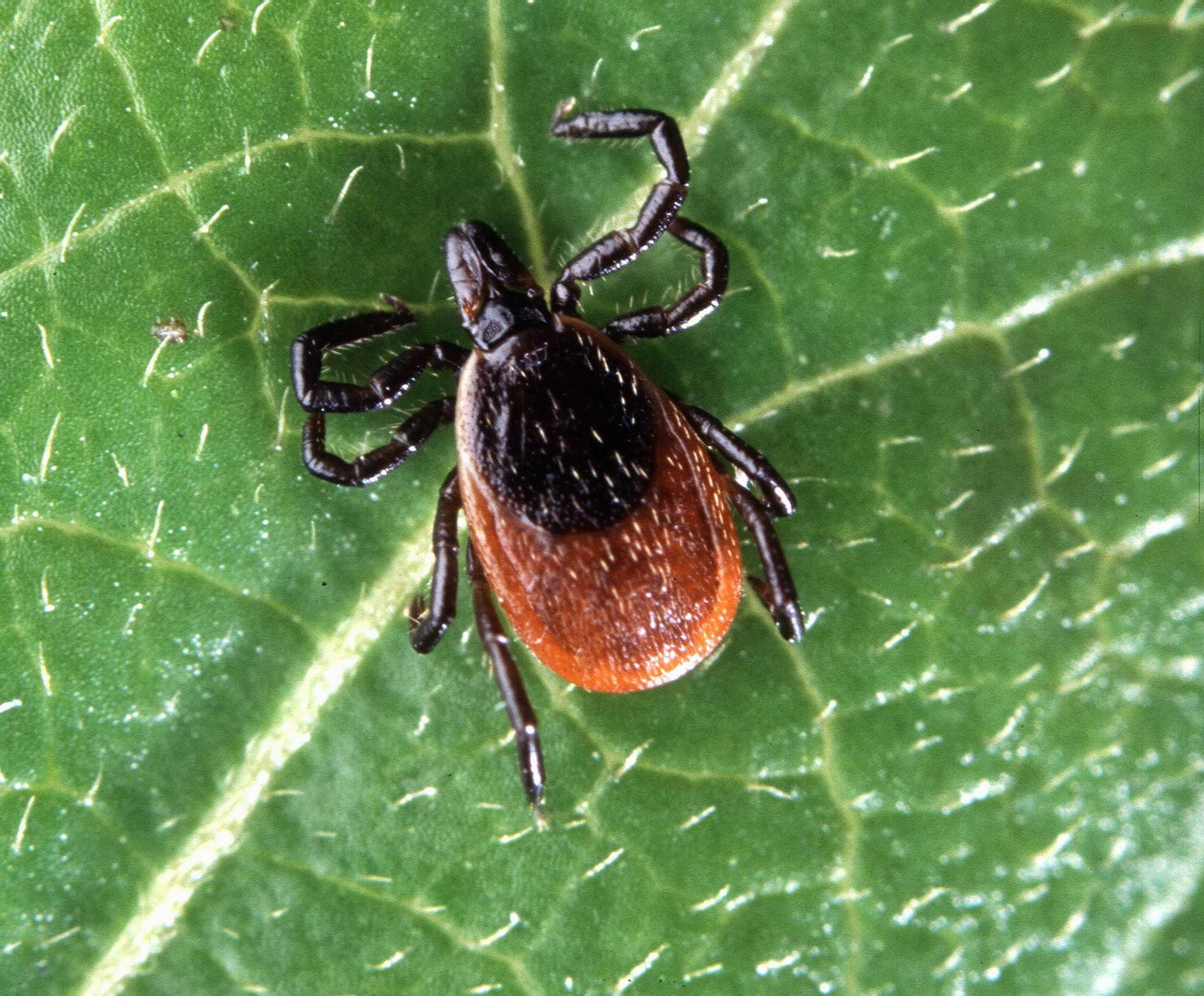
Ixodes scapularis

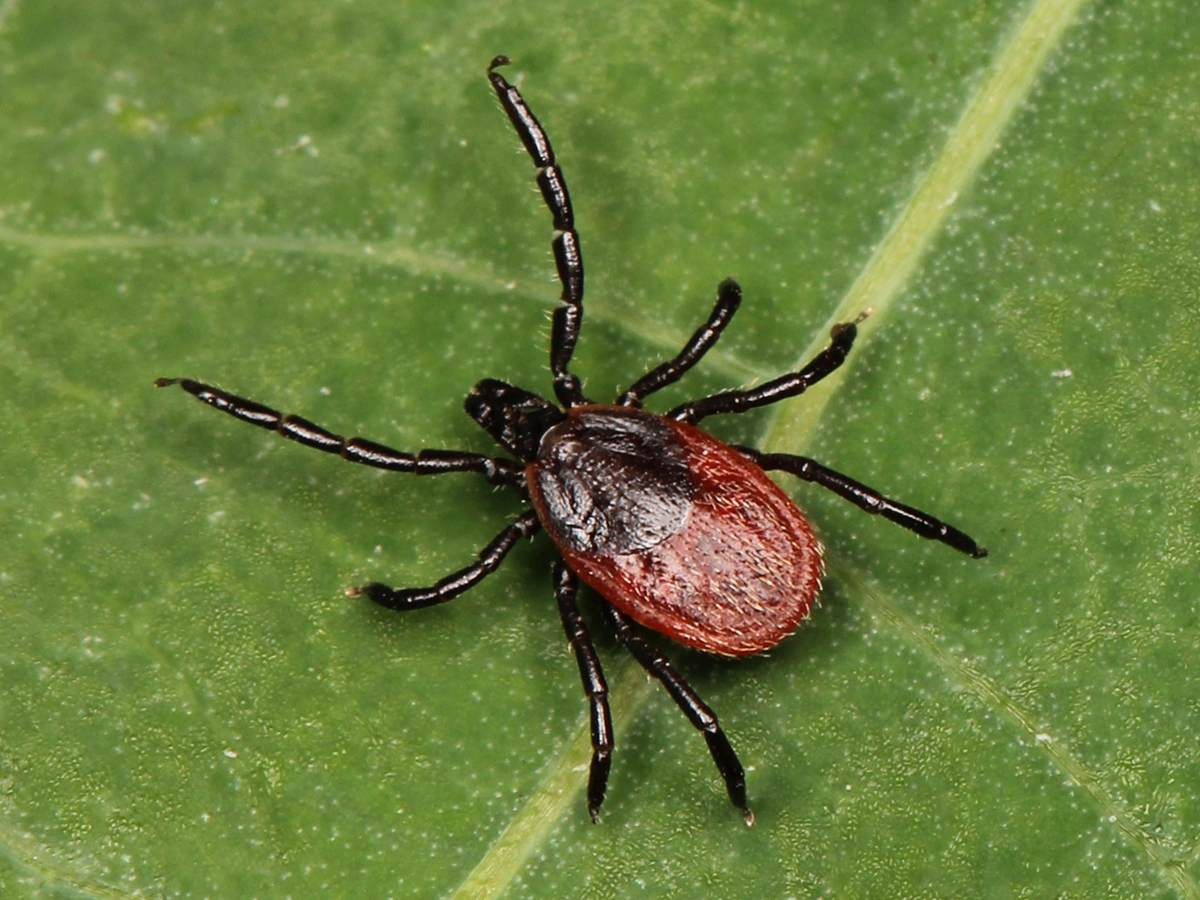
Ixodes pacificus

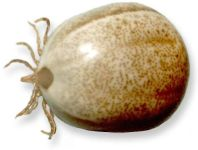
Najedzona samica Ixodes holocyclus

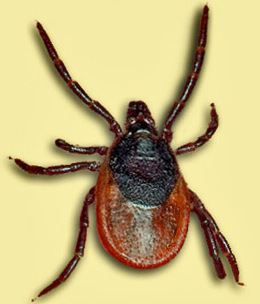
Ixodes persulcatus

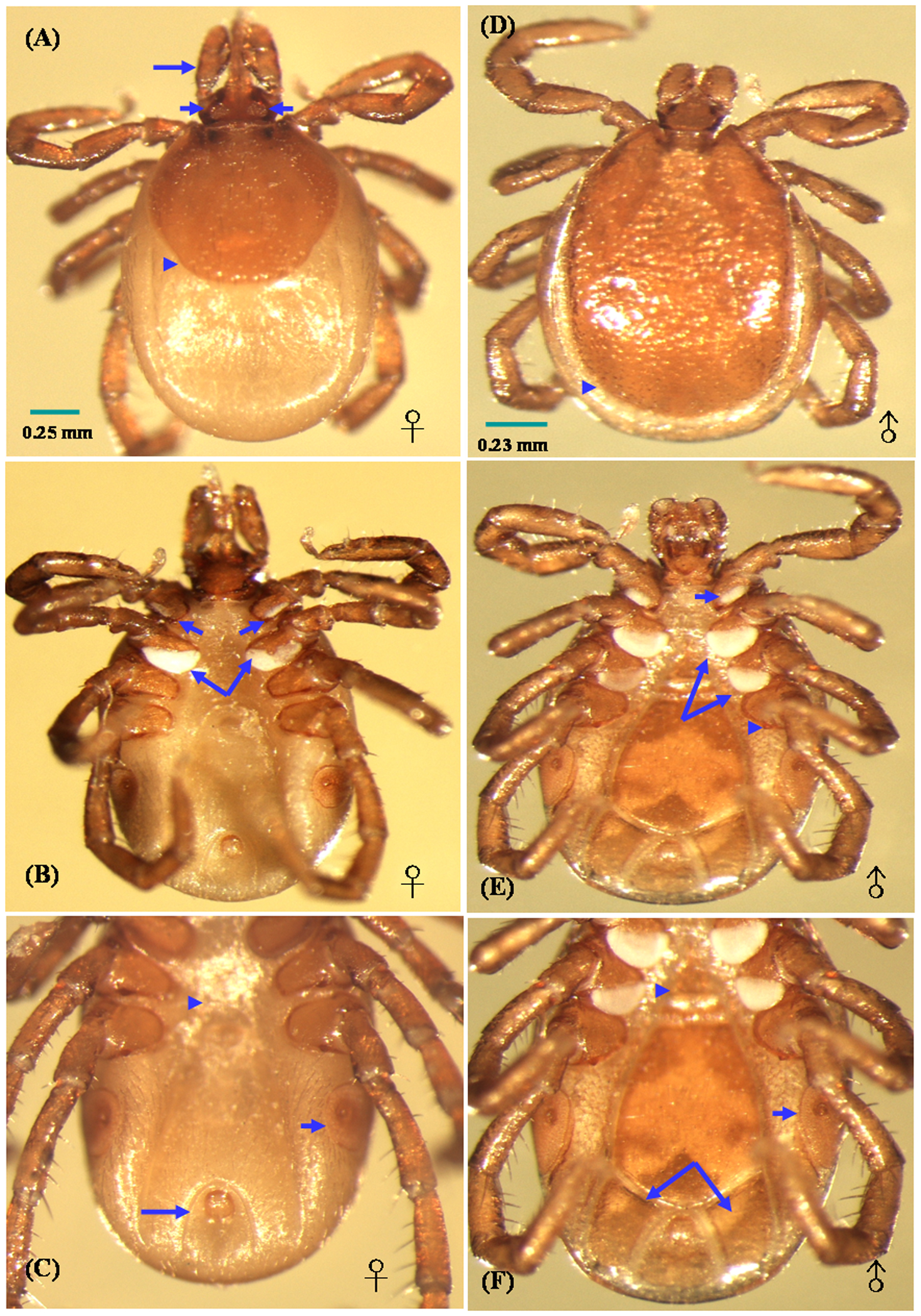
Ixodes ovatus (po lewej samica, po prawej samiec)

Z ponad 240 opisanymi gatunkami Ixodes jest najliczniejszym rodzajem kleszczy. J.L. Camcias i współpracownicy w 1977 i 1998 rozdzielili go na 6 rodzajów (Ceratixodes, Eschatocephalus, Ixodes, Lepidixodes, Pholeoixodes, Scaphixodes), ale taki podział nie przyjął się. Należą tu:
- Ixodes abrocomae Lahille, 1917
- Ixodes acuminatus Neumann, 1901
- Ixodes acutitarsus (Karsch, 1880)
- Ixodes affinis Neumann, 1899
- Ixodes albignaci Uilenberg et Hoogstraal, 1969
- Ixodes alluaudi Neumann, 1913
- Ixodes amarali Fonseca, 1935
- Ixodes amersoni Kohls, 1966
- Ixodes anatis Chilton, 1904
- Ixodes andinus Kohls, 1956
- Ixodes angustus Neumann, 1899
- Ixodes antechini Roberts, 1960
- Ixodes apronophorus Schulze, 1924 – kleszcz moczarowy
- Ixodes arabukiensis Arthur, 1959
- Ixodes aragaoi Fonseca, 1935
- Ixodes arboricola Schulze et Schlottke, 1930 – kleszcz sikorczy
- Ixodes arebiensis Arthur, 1956
- Ixodes asanumai Kitaoka, 1973
- Ixodes aulacodi Arthur, 1956
- Ixodes auriculaelongae Arthur, 1958
- Ixodes auritulus Neumann, 1904
- Ixodes australiensis Neumann, 1904
- Ixodes baergi Cooley et Kohls, 1942
- Ixodes bakeri Arthur et Clifford, 1961
- Ixodes banksi Bishopp, 1911
- Ixodes bedfordi Arthur, 1959
- Ixodes bequaerti Cooley et Kohls, 1945
- Ixodes berlesei Birula, 1895
- Ixodes bivari Santos Dias, 1990
- Ixodes boliviensis Neumann, 1904
- Ixodes brewsterae Keirans, Clifford et Walker, 1982
- Ixodes browningi Arthur, 1956
- Ixodes brumpti Morel, 1965
- Ixodes brunneus Koch, 1844
- Ixodes calcarhebes Arthur et Zulu, 1980
- Ixodes caledonicus Nuttall, 1910
- Ixodes canisuga Johnston, 1849
- Ixodes capromydis Cerný, 1966
- Ixodes catherinei Keirans, Clifford et Walker, 1982
- Ixodes cavipalpus Nuttall et Warburton, 1908
- Ixodes ceylonensis Kohls, 1950
- Ixodes chilensis Kohls, 1956
- Ixodes colasbelcouri Arthur, 1957
- Ixodes collaris Hornok et al., 2016[6]
- Ixodes collocaliae Schulze, 1937
- Ixodes columnae Takada et Fujita, 1992
- Ixodes conepati Cooley et Kohls, 1943
- Ixodes confusus Roberts, 1960
- Ixodes cookei Packard, 1869
- Ixodes cooleyi Aragão et Fonseca, 1951
- Ixodes copei Wilson, 1980
- Ixodes cordifer Neumann, 1908
- Ixodes cornuae Arthur, 1960
- Ixodes cornuatus Roberts, 1960
- Ixodes corwini Keirans, Clifford et Walker, 1982
- Ixodes crenulatus Koch, 1844
- Ixodes cuernavacensis Kohls et Clifford, 1966
- Ixodes cumulatimpunctatus Schulze, 1943
- Ixodes dampfi Cooley, 1943
- Ixodes daveyi Nuttall, 1913
- Ixodes dawesi Arthur, 1956
- Ixodes dendrolagi Wilson, 1967
- Ixodes dentatus Marx, 1899
- Ixodes dicei Keirans et Ajohda, 2003
- Ixodes diomedeae Arthur, 1958
- Ixodes diversifossus Neumann, 1899
- Ixodes djaronensis Neumann, 1907
- Ixodes domerguei Uilenberg et Hoogstraal, 1965
- Ixodes downsi Kohls, 1957
- Ixodes drakensbergensis Clifford, Theiler et Baker, 1975
- Ixodes eadsi Kohls et Clifford, 1964
- Ixodes eastoni Keirans et Clifford, 1983
- Ixodes eichhorni Nuttall, 1916
- Ixodes eldaricus Dzhaparidze, 1950
- Ixodes elongatus Bedford, 1929
- Ixodes eudyptidis Maskell, 1885
- Ixodes euplecti Arthur, 1958
- Ixodes evansi Arthur, 1956
- Ixodes fecialis Warburton et Nuttall, 1909
- Ixodes festai Rondelli, 1926
- Ixodes filippovae Cerný, 1961
- Ixodes fossulatus Neumann, 1899
- Ixodes frontalis Panzer, 1798
- Ixodes fuscipes Koch, 1844
- Ixodes fynbosensis Apanaskevich et al., 2011[7]
- Ixodes galapagoensis Clifford et Hoogstraal, 1980
- Ixodes ghilarovi Filippova et Panova, 1988
- Ixodes gibbosus Nuttall, 1916
- Ixodes granulatus Supino, 1897
- Ixodes gregsoni Lindquist, Wu et Redner, 1999
- Ixodes guatemalensis Kohls, 1956
- Ixodes hearlei Gregson, 1941
- Ixodes heinrichi Arthur, 1962
- Ixodes hexagonus Leach, 1815 – kleszcz jeżowy
- Ixodes himalayensis Dhanda et Kulkarni, 1969
- Ixodes hirsti Hassall, 1931
- Ixodes holocyclus Neumann, 1899
- Ixodes hoogstraali Arthur, 1955
- Ixodes howelli Cooley et Kohls, 1938
- Ixodes hyatti Clifford, Hoogstraal et Kohls, 1971
- Ixodes hydromyidis Swan, 1931
- Ixodes jacksoni Hoogstraal, 1967
- Ixodes jellisoni Cooley et Kohls, 1938
- Ixodes jonesae Kohls, Sonenshine et Clifford, 1969
- Ixodes kaiseri Arthur, 1957
- Ixodes kaschmiricus Pomerantsev, 1948
- Ixodes kazakstani Olenev et Sorokoumov, 1934
- Ixodes kerguelenensis André et Colas-Belcour, 1942
- Ixodes kingi Bishopp, 1911
- Ixodes kohlsi Arthur, 1955
- Ixodes kopsteini Oudemans, 1926
- Ixodes kuntzi Hoogstraal et Kohls, 1965
- Ixodes laguri Olenev, 1929
- Ixodes lasallei Méndez Arocha et Ortiz, 1958
- Ixodes latus Arthur, 1958
- Ixodes laysanensis Wilson, 1964
- Ixodes lemuris Arthur, 1958
- Ixodes lewisi Arthur, 1965
- Ixodes lividus Koch, 1844 – kleszcz jaskółczy
- Ixodes longiscutatus Boero, 1944
- Ixodes loricatus Neumann, 1899
- Ixodes loveridgei Arthur, 1958
- Ixodes luciae Sénevet, 1940
- Ixodes lunatus Neumann, 1907
- Ixodes luxuriosus Schulze, 1932
- Ixodes macfarlanei Keirans, Clifford et Walker, 1982
- Ixodes malayensis Kohls, 1962
- Ixodes marmotae Cooley et Kohls, 1938
- Ixodes marxi Banks, 1908
- Ixodes maslovi Emelyanova et Kozlovskaya, 1967
- Ixodes matopi Spickett, Keirans, Norval et Clifford, 1981
- Ixodes mexicanus Cooley et Kohls, 1942
- Ixodes minor Neumann, 1902
- Ixodes minutae Arthur, 1959
- Ixodes mitchelli Kohls, Clifford et Hoogstraal, 1970
- Ixodes monospinosus Saito, 1968
- Ixodes montoyanus Cooley, 1944
- Ixodes moreli Arthur, 1957
- Ixodes moscharius Teng, 1982
- Ixodes moschiferi Nemenz, 1968
- Ixodes muniensis Arthur et Burrow, 1957
- Ixodes muris Bishopp et Smith, 1937
- Ixodes murreleti Cooley et Kohls, 1945
- Ixodes myospalacis Teng, 1986
- Ixodes myotomys Clifford et Hoogstraal, 1970
- Ixodes myrmecobii Roberts, 1962
- Ixodes nairobiensis Nuttall, 1916
- Ixodes nchisiensis Arthur, 1958
- Ixodes nectomys Kohls, 1956
- Ixodes neitzi Clifford, Walker et Keirans, 1977
- Ixodes nesomys Uilenberg et Hoogstraal, 1969
- Ixodes neuquenensis Ringuelet, 1947
- Ixodes nicolasi Santos Dias, 1982
- Ixodes nipponensis Kitaoka et Saito, 1967
- Ixodes nitens Neumann, 1904
- Ixodes nuttalli Lahille, 1913
- Ixodes nuttallianus Schulze, 1930
- Ixodes occultus Pomerantsev, 1946
- Ixodes ochotonae Gregson, 1941
- Ixodes okapiae Arthur, 1956
- Ixodes oldi Nuttall, 1913
- Ixodes ornithorhynchi Lucas, 1846
- Ixodes ovatus Neumann, 1899
- Ixodes pacificus Cooley et Kohls, 1943
- Ixodes paranaensis Barros-Battesti, Arzua, Pichorim et Keirans, 2003
- Ixodes pararicinus Keirans et Clifford, in Keirans, Clifford, Guglielmone et Mangold, 1985
- Ixodes pavlovskyi Pomerantsev, 1946
- Ixodes percavatus Neumann, 1906
- Ixodes peromysci Augustson, 1940
- Ixodes persulcatus Schulze, 1930
- Ixodes petauristae Warburton, 1933
- Ixodes philipi Keirans et Kohls, 1970
- Ixodes pilosus Koch, 1844
- Ixodes pomerantzi Kohls, 1956
- Ixodes pomeranzevi Serdyukova, 1941
- Ixodes priscicollaris Schulze, 1932
- Ixodes procaviae Arthur et Burrow, 1957
- Ixodes prokopjevi (Emelyanova, 1979)
- Ixodes radfordi Kohls, 1948
- Ixodes rageaui Arthur, 1958
- Ixodes randrianasoloi Uilenberg et Hoogstraal, 1969
- Ixodes rangtangensis Teng, 1973
- Ixodes rasus Neumann, 1899
- Ixodes redikorzevi Olenev, 1927
- Ixodes rhabdomysae Arthur, 1959
- Ixodes ricinus (Linnaeus, 1758) – kleszcz pospolity
- Ixodes rothschildi Nuttall et Warburton, 1911
- Ixodes rotundatus Arthur, 1958
- Ixodes rubicundus Neumann, 1904
- Ixodes rubidus Neumann, 1901
- Ixodes rugicollis Schulze et Schlottke, 1930
- Ixodes rugosus Bishopp, 1911
- Ixodes sachalinensis Filippova, 1971
- Ixodes scapularis (I. dammini) Say, 1821
- Ixodes schillingsi Neumann, 1901
- Ixodes schulzei Aragão et Fonseca, 1951
- Ixodes sculptus Neumann, 1904
- Ixodes semenovi Olenev, 1929
- Ixodes serrafreirei Amorim, Gazeta, Bossi et Linhares, 2003
- Ixodes shahi Clifford, Hoogstraal et Kohls, 1971
- Ixodes siamensis Kitaoka et Suzuki, 1983
- Ixodes sigelos Keirans, Clifford et Corwin, 1976
- Ixodes signatus Birula, 1895
- Ixodes simplex Neumann, 1906
- Ixodes sinaloa Kohls et Clifford, 1966
- Ixodes sinensis Teng, 1977
- Ixodes soricis Gregson, 1942
- Ixodes spinae Arthur, 1958
- Ixodes spinicoxalis Neumann, 1899
- Ixodes spinipalpis Hadwen et Nuttall, 1916
- Ixodes steini Schulze, 1932
- Ixodes stilesi Neumann, 1911
- Ixodes stromi Filippova, 1957
- Ixodes subterranus Filippova, 1961
- Ixodes succineus Weidner, 1964
- Ixodes taglei Kohls, 1969
- Ixodes tamaulipas Kohls et Clifford, 1966
- Ixodes tancitarius Cooley et Kohls, 1942
- Ixodes tanuki Saito, 1964
- Ixodes tapirus Kohls, 1956
- Ixodes tasmani Neumann, 1899
- Ixodes tecpanensis Kohls, 1956
- Ixodes texanus Banks, 1909
- Ixodes theilerae Arthur, 1953
- Ixodes thomasae Arthur et Burrow, 1957
- Ixodes tiptoni Kohls et Clifford, 1962
- Ixodes tovari Cooley, 1945
- Ixodes transvaalensis Clifford et Hoogstraal, 1966
- Ixodes trianguliceps Birula, 1895 – kleszcz gryzoni
- Ixodes trichosuri Roberts, 1960
- Ixodes tropicalis Kohls, 1956
- Ixodes turdus Nakatsuji, 1942
- Ixodes ugandanus Neumann, 1906
- Ixodes unicavatus Neumann, 1908
- Ixodes uriae White, 1852
- Ixodes vanidicus Schulze, 1943
- Ixodes venezuelensis Kohls, 1953
- Ixodes ventalloi Gil Collado, 1936
- Ixodes vespertilionis Koch, 1844
- Ixodes vestitus Neumann, 1908
- Ixodes victoriensis Nuttall, 1916
- Ixodes walkerae Clifford, Kohls et Hoogstraal, 1968
- Ixodes werneri Kohls, 1950
- Ixodes woodi Bishopp, 1911
- Ixodes zaglossi Kohls, 1960
- Ixodes zairensis Keirans, Clifford et Walker, 1982